# 島崎奈奈子
島崎奈奈子（日语：／ Shimazaki Nanako），日本女性動畫演出家、動畫導演。她的名義包括。

## 參加作品

### 電視動畫
1988年
- 麵包超人（1988年—，分鏡、演出）

1989年
- 桃太郎傳說 PEACHBOY LEGEND（—1990年，演出）

1990年
- PEACH COMMAND 新桃太郎傳說（—1991年，演出）

1993年
- 可愛巧虎島（—2008年，分鏡、演出）

1995年
- 夢幻遊戲（—1996年，分鏡、演出）
- 酷媽寶貝蛋（—1996年，分鏡、演出）

1996年
- Harley Spiny（日语：はりもぐハーリー）（—1997年，分鏡、演出）
- YAT安心！宇宙旅行 (第1期)（日语：YAT安心!宇宙旅行）（—1997年，分鏡、演出）

1997年
- CLAMP學園偵探團（分鏡、演出）

1998年
- 槍神Trigun（分鏡、演出）
- 南海奇皇 (第1期)（日语：南海奇皇）（分鏡、演出）
- YAT安心！宇宙旅行 (第2期)（日语：YAT安心!宇宙旅行）（分鏡、演出）
- 危險調查員（—1999年，分鏡、演出）

1999年
- 南海奇皇 (第2期)（日语：南海奇皇）（分鏡、演出）
- 天使不設防！（演出）
- 怪獸農場 ～圓盤石的秘密～（日语：モンスターファーム (アニメ)）（—2000年，分鏡、演出）
- 魔裝機神賽巴斯達（日语：魔装機神サイバスター (テレビアニメ)）（分鏡、演出）
- 魔法使俱樂部（演出）
- 快樂小丸日記（—2001年，分鏡、演出）

2000年
- 風雲爆彈娘（分鏡、演出）
- 幽浮寶貝（—2002年，分鏡）
- 奇異的破曉（日语：ストレンジドーン）（分鏡、演出）
- 第一神拳（—2002年，分鏡、演出）

2001年
- 魔法戰士李維（分鏡）
- 新白雪姬傳說（分鏡）
- 足球小將翼 (2001年版)（—2002年，分鏡）

2002年
- Chobits（分鏡、演出）
- 爆鬥宣言大鋼彈（分鏡）
- 花田少年史（—2003年，分鏡、演出）

2003年
- 6/17秀逗美眉（分鏡）
- 機魂末世錄（日语：TEXHNOLYZE）（分鏡、演出）
- 第一神拳 Champion Road（演出）

2004年
- 極道鮮師（演出）
- 妄想代理人（分鏡、演出）
- MONSTER（分鏡、演出）
- 御伽草子（—2005年，演出）
- 薔薇少女 (2004年版)（演出）

2005年
- 喜歡所以喜歡（分鏡、演出）
- 英國戀物語艾瑪（分鏡、演出）
- 魔界女王候補生（—2006年，分鏡、演出）
- 神樣中學生（分鏡、演出）
- 初音島 Second Season（分鏡）
- 鬥牌傳說赤木 ～降臨黑暗的天才～（—2006年，分鏡、演出）
- 水星領航員 The ANIMATION（分鏡、演出）
- BLOOD+（—2006年，分鏡、演出）
- 薔薇少女 彷如夢境（—2006年，分鏡、演出）

2006年
- 不可思議星球的☆雙胞胎公主（—2007年，分鏡、演出）
- NANA（分鏡、演出）
- 西方善魔女 Astraea Testament（分鏡、演出）
- Oban Star-Racers（日语：オーバン・スターレーサーズ）（—2007年，分鏡、演出）
- 可愛小水滴（日语：ぷるるんっ!しずくちゃん）（—2007年，分鏡）
- 少女愛上姊姊（分鏡）

2007年
- 女優大試煉（分鏡）
- Saint Beast 四聖獸 ～光陰敘事詩天使譚～（日语：セイント・ビースト）（導演、分鏡、演出）
- 藍蘭島漂流記（分鏡）
- 初音島II（分鏡、演出）
- 賭博默示錄 Ultimate Survivor（—2008年，分鏡、演出）
- 可愛小水滴 啊哈☆（日语：ぷるるんっ!しずくちゃん）（—2008年，分鏡）

2008年
- 野良耳（日语：のらみみ）（分鏡、演出）
- 初音島II Second Season（分鏡、演出）
- S·A特優生 ～Special A～（分鏡）
- 發現、體驗、我喜歡巧虎！（—2010年，分鏡）
- RD 潛腦調查室（分鏡、演出）
- 藥師寺涼子怪奇事件簿（分鏡）
- 野良耳2（日语：のらみみ）（—2009年，分鏡、演出）
- 屍姬 赫（分鏡、演出）
- ONE OUTS（—2009年，分鏡、演出）
- 交響情人夢 巴黎篇（分鏡、演出）

2009年
- 屍姬 玄（分鏡、演出）
- 空罐少女！（分鏡、演出）
- 寶石寵物（—2010年，導演[1]、分鏡、演出、OP演出） ※名義。
- FAIRY TAIL魔導少年（—2013年，演出）

2010年
- 花樣河童（日语：はなかっぱ）（2010年—，分鏡、演出）
- 學生會長是女僕！（分鏡、演出）
- kiss×sis（分鏡、演出）
- 玩伴貓耳娘（分鏡、演出）
- 緣之空（分鏡）
- 偵探歌劇 少女福爾摩斯（分鏡、演出）
- 海月姬（演出）

2011年
- Rio RainbowGate！（分鏡、演出）
- 咚隆隆炎魔君 熊～熊燃燒（演出）
- 架向星空之橋（分鏡、演出）
- 歌之王子殿下 真愛1000%（分鏡、演出）
- 眾神中的貓神（分鏡、演出）
- 少年同盟（分鏡、演出）

2012年
- 戰姬絕唱SYMPHOGEAR（演出）
- 零之使魔F（分鏡）
- 猛烈宇宙海賊（分鏡、演出）
- 少年同盟2（分鏡、演出）
- 一起一起這裡那裡（分鏡、演出）
- 白熊咖啡廳（—2013年，分鏡、演出）
- 寶石寵物 Kira☆Deco！（—2013年，分鏡、演出）
- 最強學生會長 異常（分鏡、演出）

2013年
- 失憶症（演出）
- 寶石寵物 Happiness（分鏡、演出）
- 宇宙兄弟（—2014年，分鏡、演出）
- 斯特拉女子學院高等科C3部（分鏡、演出）
- 幻想玩偶（分鏡、演出）
- 故鄉再生 日本昔話（日语：ふるさと再生 日本の昔ばなし）（分鏡、演出）

2014年
- 未確認進行式（演出）
- Wake Up, Girls！（演出）
- Happiness Charge 光之美少女！（分鏡）
- 如果折斷她的旗（分鏡、演出）
- 人生諮詢電視動畫「人生」（助理導演、演出、ED分鏡&演出）

2015年
- 俺物語!!（分鏡、演出）
- Chaos Dragon 赤龍戰役（分鏡、演出）
- 小松先生（—2016年，分鏡、演出）

2016年
- 潮與虎（演出）
- 半田君傳說（分鏡、演出）
- 小桃小栗 Love Love物語（演出）
- 逆轉裁判 ～對這個「真相」，有異議！～（分鏡、演出）
- 齊木楠雄的災難（分鏡、演出）
- Classica Lloyd（分鏡、演出）
- WWW.WORKING!!（分鏡、演出）
- 六心公主（日语：シックスハートプリンセス）（2016年—，分鏡）

2017年
- 偶像事變（分鏡、演出）
- 鬼平（分鏡）
- 獨占我的英雄（分鏡、演出）

2018年
- 續 刀劍亂舞 -花丸-（分鏡、演出）
- 美男高校地球防衛部HAPPY KISS！（分鏡、演出）
- 閃電十一人 阿瑞斯的天秤（分鏡、演出）
- 閃電十一人 獵戶座的刻印（—2019年，分鏡、演出）
- 銀魂.（演出）
- GRAND BLUE碧藍之海（演出）

2019年
- B-PROJECT ～絕頂＊Emotion～（分鏡、演出）
- 約會大作戰III（演出）
- 動物朋友2（分鏡）
- RobiHachi（分鏡、演出）
- 街角魔族（分鏡、演出）
- 喜歡本大爺的竟然就妳一個？（分鏡、演出）
- 碧藍幻想 The Animation Season 2（演出）

2020年
- 聽我的電波吧（分鏡、演出）
- 先鋒飛車 極速合體 地球防衛隊（演出）
- 夢夢貓（分鏡）

2021年
- 新幹線變形機器人 辛卡利昂Z（演出）
- 魔卡派對（分鏡、演出）
- 妖怪手錶♪（分鏡）
- TSUKIPRO THE ANIMATION 2（分鏡、演出）

2022年
- 泡泡糖忍戰（演出、導演[a]）
- 相合之物（演出）

2023年
- 不要欺負我，長瀞同學 2nd Attack（分鏡）
- 六道的惡女們（分鏡、演出）

2025年
- 妖怪學校的菜鳥老師！（分鏡）

### 電影動畫
1984年
- 風之谷（製作進行）

1996年
- 麵包超人：飛行繪本與玻璃鞋（日语：それいけ!アンパンマン 空とぶ絵本とガラスの靴）（助理導演）

2003年
- 麵包超人：紅寶的願望（日语：それいけ!アンパンマン ルビーの願い）（演出）

2004年
- 麵包超人：夢貓王國的喵咪（日语：それいけ!アンパンマン 夢猫の国のニャニイ）（演出）

2005年
- 麵包超人：哈比的大冒險（日语：それいけ!アンパンマン ハピーの大冒険）（演出）

2006年
- 麵包超人：生命之星朵莉（日语：それいけ!アンパンマン いのちの星のドーリィ）（演出）

2008年
- 麵包超人：出差出差出差錯博士與細菌細菌細菌人（演出） ※名義。

2012年
- 劇場版 寶石寵物：甜品舞公主（演出）

### OVA
1990年
- 風魔小次郎 聖劍戰爭篇（分鏡、演出）

1992年
- 源氏（日语：源氏 (漫画)）（演出）
- 新·超幕末少年世紀高丸（日语：超幕末少年世紀タカマル）（—1993年，演出補）
- 風魔小次郎 最終章 風魔反亂篇（分鏡、演出）

1995年
- 魔鬼教師方程式（日语：腐った教師の方程式）（導演）
- 玩偶遊戲（演出）

1998年
- 真蓋特機器人 世界最後之日（演出）

2001年
- 夢幻遊戲 -永光傳-（—2002年，導演、分鏡、演出）

2002年
- 戀愛小魔女（導演、分鏡、演出）

2014年
- 未確認進行式OVA（演出）

### 網路動畫
- 閃電十一人 Outer Code（2017年，演出）

## 腳註

## 相關項目
- 日本動畫師列表（日语：アニメ関係者一覧）